# Brookea
Brookea es un género con cuatro especies de plantas de la familia Stilbaceae. Algunos expertos lo clasifican dentro de la familia Plantaginaceae.
Son arbustos o pequeños árboles muy ramificados, densamente peludos para tomentosos. Los tallos son erectos y redondos. Las hojas son opuestas y pecioladas. La lámina de cada una es coriácea, lanceolada u ovalada, estrechándose hacia la parte delantera y con un borde dentado y serrado. Las flores son casi sésiles. El cáliz en forma de campana. La corola es de color blanco.
Etimología
Brookea: nombre genérico nombrado en honor de Charles Brooke (1829-1936), el segundo Rajah de Sarawak.

## Especies seleccionadas
- Brookea albicans
- Brookea auriculata
- Brookea dasyantha
- Brookea tomentosa